# Векляк Богдан Ігорович
Богдан Ігорович Векляк (нар. 31 серпня 1999, Жидачів, Львівська область, Україна) — український футболіст, центральний захисник запорізького «Металурга».

## Життєпис
Народився в місті Жидачів, Львівська область. Вихованець ФК «Миколаїв», у 2013 році потрапив до структури моршинської «Скали». В обох вище вказаних клубах виступав у ДЮФЛУ. З 2016 по 2018 рік грав за юнацьку команду стрийської «Скали», потім протягом двох сезонів виступав за львівські «Карпати» у молодіжному чемпіонаті України.
У січні 2021 року підписав 2,5-річний контракт з «Олімпіком». У футболці донецького клубу дебютував 20 березня 2021 року в програному (0:3) виїзному поєдинку 19-го туру Прем'єр-ліги проти полтавської «Ворскли».